# Lyn-Z Adams Hawkins

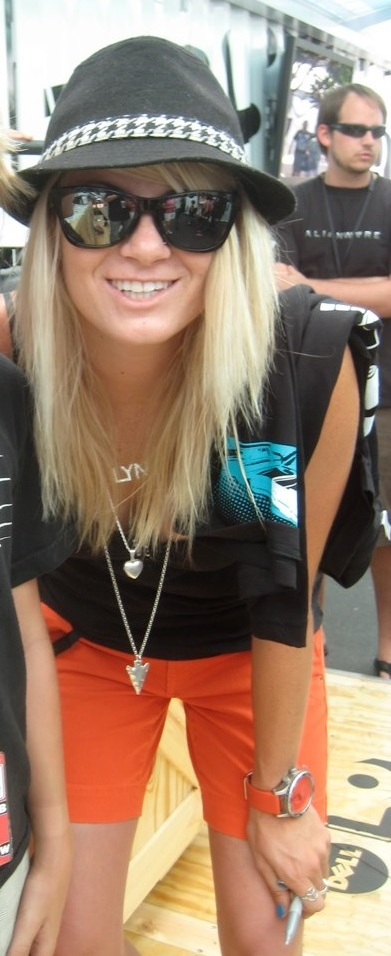
Lyn-Z Adams Hawkins in 2009

Lyn-Z Adams Hawkins (San Diego, 21 september 1989) is een Amerikaans skateboardster.

## Loopbaan
Hawkins begon met skateboarden op 6-jarige leeftijd. Door een gebroken arm in 2005 en een beenoperatie in 2006 miste ze veel wedstrijden. Ze is een personage in het videospel Tony Hawk's Project 8.
Hawkins is getrouwd met motorcoureur Travis Pastrana.

## Sponsoren
- DC Shoes
- Roxy
- Mechanical Griptape
- Pro-Tec Helmets